# Caradrina agenjoi
Caradrina agenjoi är en fjärilsart som beskrevs av Charles Boursin 1936. Caradrina agenjoi ingår i släktet Caradrina och familjen nattflyn. Inga underarter finns listade i Catalogue of Life.